# Prisoners in Paradise
Albums de Europe
Out of This World
(1988) Start from the Dark
(2004)
Singles
1. Prisoners in Paradise
Sortie : Septembre 1991
2. I'll Cry for You
Sortie : Décembre 1991
3. Halfway to Heaven
Sortie : Mars 1992

Prisoners In Paradise est le cinquième disque du groupe Europe. Il est sorti le 23 septembre 1991 sur lee label Epic Records et a été produit par Beau Hill.

## Historique
Joey Tempest n'a écrit seul que deux chansons : Prisoners In Paradise et Girl From Lebanon. Outre le guitariste Kee Marcello et le pianiste Mic Michaeli qui ont participé à la composition, on peut également trouver Jim Vallance et Nick Graham.
Till My Heart Beats Down Your Door est la première chanson figurant sur un disque du groupe où Joey Tempest n'a rien écrit : il s'agit d'une composition signée Kee Marcello / Beau Hill (producteur).
John Norum avait placé deux titres composés seul au début du groupe, mais il n'y avait aucun chant. Le groupe avait enregistré une première version de l'album portant le titre de travail Break Free. Officiellement peu satisfait du son (officieusement : la maison de disques a renvoyé le groupe en studio, très peu satisfaite du potentiel de cet album), Europe enregistre plusieurs nouvelles chansons pour que Prisoners In Paradise voit le jour. Le groupe a enregistré de nombreux titres ne figurant pas sur l'album. Certains ont été publiés ultérieurement : Break Free, Yesterday's News, Long Time Comin', Mr Government Man, Here Comes The Night et Sweet Love Child. D'autres figurent sur l'album pirate Le Baron Boys comme Stranded, composé en 1985 pour l'album The Final Countdown, mais donné à Tone Norum, la sœur du guitariste John, pour son album This Time.
C'est aussi le second album avec le guitariste Kee Marcello, qui rendra son poste à John Norum lors de la reformation du groupe en 2003.

## Liste des titres
| No  | Titre                              | Auteur                                                    | Durée |
| --- | ---------------------------------- | --------------------------------------------------------- | ----- |
| 1.  | All or Nothing                     | Joey Tempest, Eric Martin, Andre Pessis                   | 3:54  |
| 2.  | Halfway to Heaven                  | Tempest, Jim Vallance                                     | 4:06  |
| 3.  | I'll Cry for You                   | Tempest, Bob Mitchell, Nick Graham                        | 5:21  |
| 4.  | Little Bit of Lovin'               | Tempest, Kee Marcello, Vallance                           | 4:48  |
| 5.  | Talk to Me                         | Tempest, Mark Spiro, Mic Michaeli                         | 4:06  |
| 6.  | Seventh Sign                       | Tempest, Bill Wolfer, Dean Pitchford, Marcello, Michaeli  | 4:42  |
| 7.  | Prisoners in Paradise              | Tempest, Dennis Lambert, Peter Beckett                    | 5:36  |
| 8.  | Bad Blood                          | Tempest, John Parker, Marcello, Michaeli, Beckett         | 4:20  |
| 9.  | Homeland                           | Tempest, Desmond Child, Marcello, Michaeli                | 4:51  |
| 10. | Got Your Mind in the Gutter        | Tempest, Marcello, Beau Hill, Vallance                    | 4:59  |
| 11. | 'Til My Heart Beats Down Your Door | Tempest, Michaeli, Fiona, Brian McDonald, Geoff Robertson | 3:47  |
| 12. | Girl from Lebanon                  | Tempest, Vallance                                         | 4:21  |

### Titres bonus Japon
| No  | Titre            | Auteur                                                | Durée |
| --- | ---------------- | ----------------------------------------------------- | ----- |
| 13. | Break Free       | Tempest, Marcello, Vallance                           | 4:05  |
| 14. | Yesterday's News | Tempest, Marcello, Michaeli, Beckett, Richard Feldman | 5:27  |

### Titres parus hors album
| No | Titre                | Auteur                             | Durée |
| -- | -------------------- | ---------------------------------- | ----- |
| 1. | Long Time Comin'     | Tempest, Vallance                  | 3:55  |
| 2. | Here Comes the Night | Tempest, Vallance                  | 4:27  |
| 3. | Mr. Government Man   | Tempest, Beau Hill, Vallance       | 3:37  |
| 4. | Sweet Love Child     | Tempest, Marcello, Michaeli, Child | 4:57  |

- Pistes 1 — 3 : compilationRock the Night: The Very Best of Europe.
- Piste 4 : compilation Europe 1982-1992.

### Le Baron Boys Demos
1. Blame It On Me
2. Wanted Man
3. Stranded
4. Rainbow Warrior
5. Wild Child
6. Don't Know How To Love No More
7. Little Sinner
8. Never Gonna Say Goodbye
9. Wings Of Destiny
10. Never Gonna Let You Go
11. Feel Me

- Ces titres figurent sur cet album pirate à l'état de démos et sont les seuls que le groupe n'a jamais exploités commercialement.

## Composition du groupe
- Joey Tempest — chants, guitare acoustique
- Kee Marcello — guitare, chœurs
- Mic Michaeli — claviers, chœurs
- John Levén — basse
- Ian Haugland — batterie

## Charts
Charts album
| Pays        | Chart                      | Durée du classement | Meilleure position | Réf   |
| ----------- | -------------------------- | ------------------- | ------------------ | ----- |
| Royaume-Uni | UK Albums Chart            | 1 semaine           | 61                 | [ 2 ] |
| Allemagne   | Offizielle Deutsche Charts | 8 semaines          | 38                 | [ 3 ] |
| Autriche    | Ö3 Austria Top 40          | 2 semaines          | 17                 | [ 4 ] |
| Suisse      | Swiss Music Charts         | 9 semaines          | 17                 | [ 5 ] |
| Pays-Bas    | MegaCharts                 | 6 semaines          | 60                 | [ 6 ] |
| Suède       | Sverigetopplistan          | 6 semaines          | 9                  | [ 7 ] |
| Norvège     | VG-lista                   | 1 semaine           | 18                 | [ 8 ] |

Charts singles
| Date | Single                | Chart             | Durée du classement | Position |
| ---- | --------------------- | ----------------- | ------------------- | -------- |
| 1991 | Prisoners In Paradise | Sverigetopplistan | 7 semaines          | 8e       |
| 1992 | I'll Cry for You      | UK Singles Chart  | 5 semaines          | 28e      |
| 1992 | Halfway To Heaven     | UK Singles Chart  | 4 semaines          | 42e      |